# Бик гаур
Бик гаур або Індійський бізон (Bos gaurus) — ссавець ряду оленеподібних, вид роду бик (Bos), найбільший представник родини бикових (Bovidae). Одомашнений людиною.

## Зовнішній вигляд
Довжина тіла гаура сягає більше трьох метрів. Висота в плечах доходить до 2,2 м, а його вага може досягати 1200 кг, в окремих випадках до 1500 кг. Нормальний дорослий самець важить близько 1000 кг. Вовна бура, з відтінками від червонуватого до чорного кольорів. Роги в середньому 90 см в довжину і вигнуті вгору у формі півмісяця.

## Поширення
Ареал Гаура охоплює Індію, Бангладеш, М'янму, Таїланд, Камбоджу, південний В'єтнам та Малайзію, де гаур живе в густих лісах. Іноді він у пошуках їжі виходить на узлісся лісів або галявини, але здебільшого уникає відкритої місцевості.
Гаури від природи активні вдень, але поблизу людських поселень найчастіше перелаштовуються на нічний спосіб життя. Вони харчуються травами, проте можуть їсти і листя. Стадо гаурів складаються з десяти-дванадцяти тварин, в деяких випадках може сягати навіть 40 особин. У них знаходяться, в основному самки з молодими телятами, супроводжувані одним самцем. Самці нерідко змінюють стадо, право бути ватажком стада виграється в поєдинках, які, однак, не призводять до каліцтв. Молоді самці, ще не здатні викликати на поєдинок зрілого суперника, утворюють окремі стада. Літні самці живуть поодинці.
Гаури вважаються тваринами, що знаходяться під загрозою. Через полювання і зараження коров'ячими епідеміями популяція гаурів сильно скоротилася. Сьогодні у дикій природі живуть близько 20 тисяч гаурів, розпорошені по різних обмежених територіях. Зміна чисельності гаурів в різних країнах дуже відрізняється: в Індії популяції з 1990-х змогли трохи збільшитися і становлять сьогодні 90 % всіх гаурів. У країнах ж Південно-Східної Азії ситуація критична, всі популяції знаходяться під загрозою вимирання.

## Одомашнення

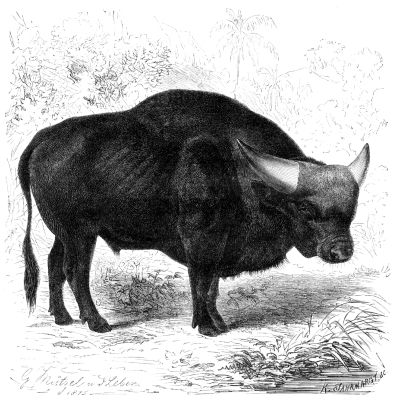
px200

Гаури відносяться до п'яти видів биків, що були одомашнені людиною. Домашня форма гаура називається гаял або мита. Гаял значно менший за свого дикого предка і вважається мирнішим. Він використовується як робоча тварина та як джерело м'яса. Гаялів тримають у прикордонних регіонах М'янми, індійських штатах Маніпур, Ассам та Нагаленд, в інших частинах свого ареалу гаури ніколи не були приручені. У деяких місцевостях гаялів успішно схрестили з коровами. Гібриди гаяла і корови використовуються в багатьох частинах Індії і володіють типовими характеристиками одомашненої тварини.
Іноді щодо гаура застосовується латинська назва Bos gaurus. Раніше так називали дикого гаура, в той час як гаял називався Bos frontalis. Однак, оскільки обидва є одним і тим самим видом, з 1993 до обох застосовується назва Bos frontalis. Слова гаур і гаял походять з гінді. У Південно-Східній Азії їх іноді також називають малайським словом «селаданг».